# 沙厦高速公路
沙县 - 厦门高速公路，简称沙厦高速，又称厦沙高速公路（原省高速名称），中国国家高速公路网编号为G2517（原省高速编号为S30），是连接福建省三明市沙县区和厦门市的一条高速公路，全长241公里，于2017年12月12日全线通车。

## 分段情况

### 厦门-安溪段
厦门至沙县高速公路项目安溪段工程在2011年全面开工建设。2010年12月，厦门同安至泉州安溪段已开工建设。2012年12月31日厦门至安溪和安溪至南安金淘（属甬莞高速公路）高速公路正式通车，但只有主线通车，凤南，莲花收费站未启用，2013年8月30日厦门新收费站可以连接到厦沙高速，并且厦沙高速可以连接到沈海高速公路，已启用厦门（新）、厦门北、同安凤南、安溪龙门、安溪官桥收费站。可以在安溪城关芹关口通过福诏高速至金淘亭川枢纽连接到泉南高速公路。

### 安溪段
厦沙高速公路安溪段项目起于泉州市安溪县凤城枢纽互通，接沈海高速复线，经安溪县城厢镇、官桥镇、蓬莱镇、金谷镇，接永春县达埔镇，经岩峰枢纽互通连接泉三高速，全长31.25公里。于2017年11月16日正式通车。

### 德化段
厦沙高速公路德化段项目起于泉州市永春县达埔枢纽互通，接政永高速公路，利用泉三高速公路（9.9公里）及德化连接线，经德化县龙浔、浔中、国宝、赤水、上涌、汤头，终于德化县葛坑镇大岭村，顺接厦沙高速公路三明段，路线全长73.694公里，实际新建路线里程54.287公里。
该项目全线路段按双向四车道设计，路基宽度24.5米。全线共设德化、国宝、上涌3处互通立交，全线设计行车速度80km/h，计划工期为36个月，工程概算48.3亿元。
2017年11月16日，德化县城至国宝段正式通车，德化国宝至葛坑段则于同年12月12日通车。

### 尤溪段
厦沙高速公路三明市境段全长83.44公里，概算总投资72.47亿元，工期3年，分10个标段施工；沿线共设置华口、坂面、尤溪西、南阳、沙县东、际口6处互通式立交。其中，尤溪县境内59.79公里，概算投资49.66亿元，设7个施工标段。经过坂面、中仙、台溪、西城等4个乡镇19个村,在西城镇玉池村设尤溪西互通，坂面镇下川设坂面互通，西城镇秀村设综合服务区。
2014年6月8日，总长1767米的厦沙高速公路A4标段控制性工程蒋坑岬隧道动工建设，这标志着厦沙高速公路尤溪段工程正式开工建设。6月份尤溪段将全线动工。。2017年12月12日，厦沙高速尤溪段全线贯通。

## 互通枢纽及服务设施列表
| 地区                                                                                         | 里程         | 类型                                       | 名称            | 连接                         | 说明                  |
| -------------------------------------------------------------------------------------------- | ------------ | ------------------------------------------ | --------------- | ---------------------------- | --------------------- |
| 三明市 沙县区                                                                                | 0/2969/214   | 枢纽                                       | 际口            | 长深高速 福银高速            |                       |
| 三明市 沙县区                                                                                | 9            | 出入口                                     | 沙县虬江        | 205国道                      |                       |
| 三明市 沙县区                                                                                | 18           | 出入口                                     | 沙县南阳        | 沙县南阳                     |                       |
| 三明市 尤溪县                                                                                | 29           | 停车场 · 加油设施 · 修车站 · 餐厅          | 秀村            | 秀村                         |                       |
| 三明市 尤溪县                                                                                | 45           | 出入口                                     | 尤溪西 尤溪西城 | 304省道                      |                       |
| 三明市 尤溪县                                                                                | 60           | 出入口                                     | 尤溪坂面        | 733县道                      |                       |
| 三明市 尤溪县                                                                                | 73/159       | 枢纽                                       | 华口            | 莆炎高速                     |                       |
| 泉州市 德化县                                                                                | 100          | 停车场 · 加油设施 · 修车站 · 餐厅          | 戴云山          | 戴云山                       |                       |
| 泉州市 德化县                                                                                | 104          | 出入口                                     | 德化上涌        | 206省道                      |                       |
| 泉州市 德化县                                                                                | 117          | 出入口                                     | 德化九仙山      | 206省道                      |                       |
| 泉州市 德化县                                                                                | 130/225      | 枢纽                                       | 德化            | 政永高速                     | 与 政永高速共线段起点 |
| 泉州市 德化县                                                                                | 132(227)     | 停车场 · 加油设施 · 修车站 · 餐厅          | 德化            | 德化                         | 仅厦门方向            |
| 泉州市 德化县                                                                                | 135(230)     | 出入口                                     | 德化            | 德化连接线、瓷都大道 206省道 |                       |
| 泉州市 永春县                                                                                | 146(241)/84  | 枢纽                                       | 汤城            | 泉南高速                     | 与 泉南高速共线段起点 |
| 泉州市 永春县                                                                                | 150(80)(245) | 出入口                                     | 蓬壶            | 215省道                      |                       |
| 泉州市 永春县                                                                                | 154(76)(249) | 停车场 · 加油设施 · 修车站 · 餐厅          | 达埔            | 达埔                         |                       |
| 泉州市 永春县                                                                                | 156(251)/74  | 枢纽                                       | 岩峰            | 泉南高速 秀城高速            | 与 泉南高速共线段终点 |
| 泉州市 安溪县                                                                                | 163/258      | 枢纽                                       | 洋中            | 政永高速                     | 与 政永高速共线段终点 |
| 泉州市 安溪县                                                                                | 165          | 出入口                                     | 安溪东溪        | 安溪东溪                     |                       |
| 泉州市 安溪县                                                                                | 176          | 出入口                                     | 安溪清水岩      | 307省道                      |                       |
| 泉州市 安溪县                                                                                | 188/873      | 枢纽                                       | 城厢            | 甬莞高速                     | 与 甬莞高速共线段起点 |
| 泉州市 安溪县                                                                                | 195(880)     | 出入口                                     | 安溪官桥        | 355国道                      |                       |
| 泉州市 安溪县                                                                                | 197(882)     | 出入口 · 停车场 · 加油设施 · 修车站 · 餐厅 | 龙桥            | 无名道路                     |                       |
| 泉州市 安溪县                                                                                | 204(889)     | 出入口                                     | 安溪龙门        | 安溪龙门                     |                       |
| 厦门市 同安区                                                                                | 220(905)     | 停车场 · 加油设施 · 修车站 · 餐厅          | 云埔            | 云埔                         |                       |
| 厦门市 同安区                                                                                | 223/908      | 枢纽 · 出入口                              | 云埔 同安莲花北 | 甬莞高速 云洋路（ 217省道）  | 与 甬莞高速共线段终点 |
| 厦门市 同安区                                                                                | 228          | 出入口                                     | 同安莲花        | 美云路 莲美三路              |                       |
| 厦门市 同安区                                                                                | 234          | 停车场 · 飲料小吃                          | 凤南            | 凤南                         |                       |
| 厦门市 同安区                                                                                | 236          | 出入口                                     | 同安凤南        | 凤南路                       |                       |
| 厦门市 集美区                                                                                | 240          | 出入口                                     | 厦门北          | 圣果路 集美大道              |                       |
| 厦门市 集美区                                                                                | 242/2304     | 枢纽                                       | 厦门            | 沈海高速                     |                       |
| 厦门市 集美区                                                                                | 243          | 主线出入口 · 主线收费站                    | 厦门            | 圣果路 海翔大道 田集连接线   |                       |
| 1.000 英里 = 1.609 千米；1.000 千米 = 0.621 英里 并行路段 • 已关闭／取消 • 限制进入 • 未开放 |              |                                            |                 |                              |                       |

## 艺术
厦门乐队“麒麟三重奏”创作歌曲《星夜巴士》，其中所描绘的道路即是本条线路。